# Флаг Скопина
Флаг «муниципального образования — городской округ город Скопи́н» Рязанской области Российской Федерации, наряду с основным муниципальным символом — гербом, является официальным символом Скопинского городского округа.
Флаг утверждён 23 мая 1997 года и внесён в Государственный геральдический регистр Российской Федерации с присвоением регистрационного номера 167.

## Описание
Описание флага, утверждённое Геральдическим советом при Президенте Российской Федерации, гласит:

Полотнище с соотношением сторон 2:3, разделённое на три горизонтальные полосы. Средняя голубая полоса составляет 4/6 высоты полотнища, нижняя и верхняя жёлтые полосы равны 1/6 высоты полотнища каждая. В центре голубой полосы белое изображение летящей скопы.

Описание флага, внесённое в устав муниципального образования — городской округ город Скопин, гласит:

Прямоугольное полотнище флага состоит из широкой горизонтальной полосы голубого цвета и двух узких жёлтых (золотых) полос сверху и снизу. На голубой полосе помещено белое изображение летящей скопы — традиционного геральдического символа Скопинского городского округа. Ширина голубой полосы составляет 2/3 ширины флага, ширина каждой из жёлтых полос — 1/6 ширины флага, отношение ширины флага к его длине 3:4.

## Символика
Флаг города создан на основе исторического герба, утверждённый 29 марта (9 апреля) 1779 года, подлинное описание которого гласит: «В 1-й части щита, в золотом поле, часть герба Рязанского: серебряный меч и ножны, положенные накрест, над ними зелёная шапка, какова на Князе в наместническом гербе. Во 2-й части щита, в голубом поле, летящая птица скопа, означающая имя сего города».
Жёлтые полосы вдоль верхнего и нижнего краёв полотнища подчёркивают принадлежность города Скопина к Рязанской области, основной цвет символики которой золотой (жёлтый).